# Pipunculus platystylus
Pipunculus platystylus är en tvåvingeart som beskrevs av Skevington 1998. Pipunculus platystylus ingår i släktet Pipunculus och familjen ögonflugor. Inga underarter finns listade i Catalogue of Life.